# Liste der Hochhäuser in Europa

La Défense, Paris, Frankreich

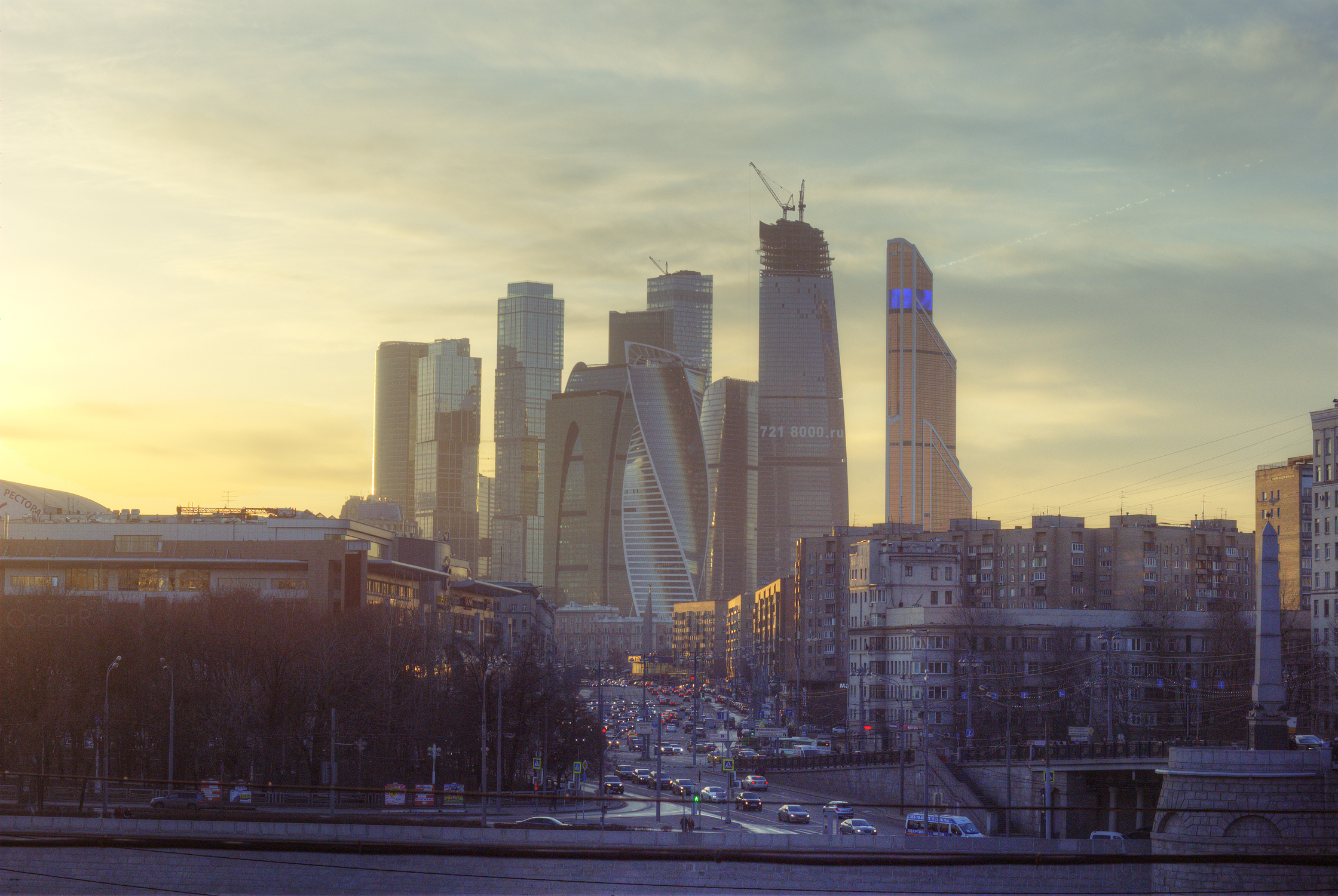
Moskau City, Moskau, Russland

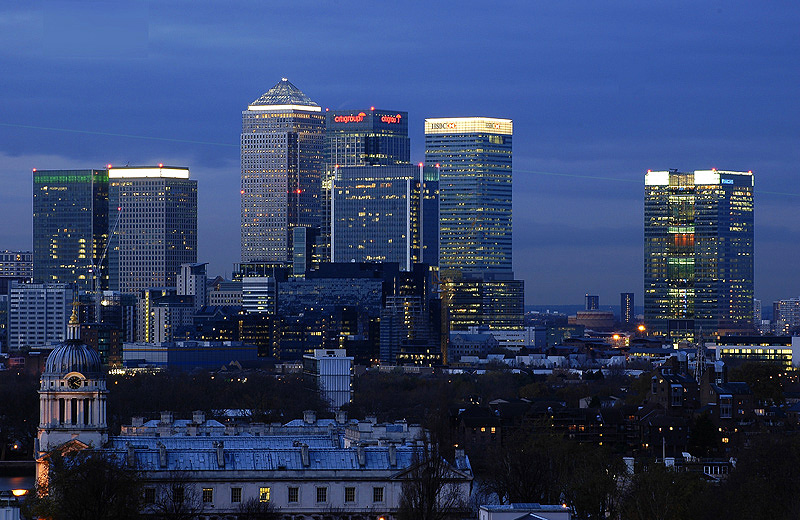
Canary Wharf, London, Großbritannien

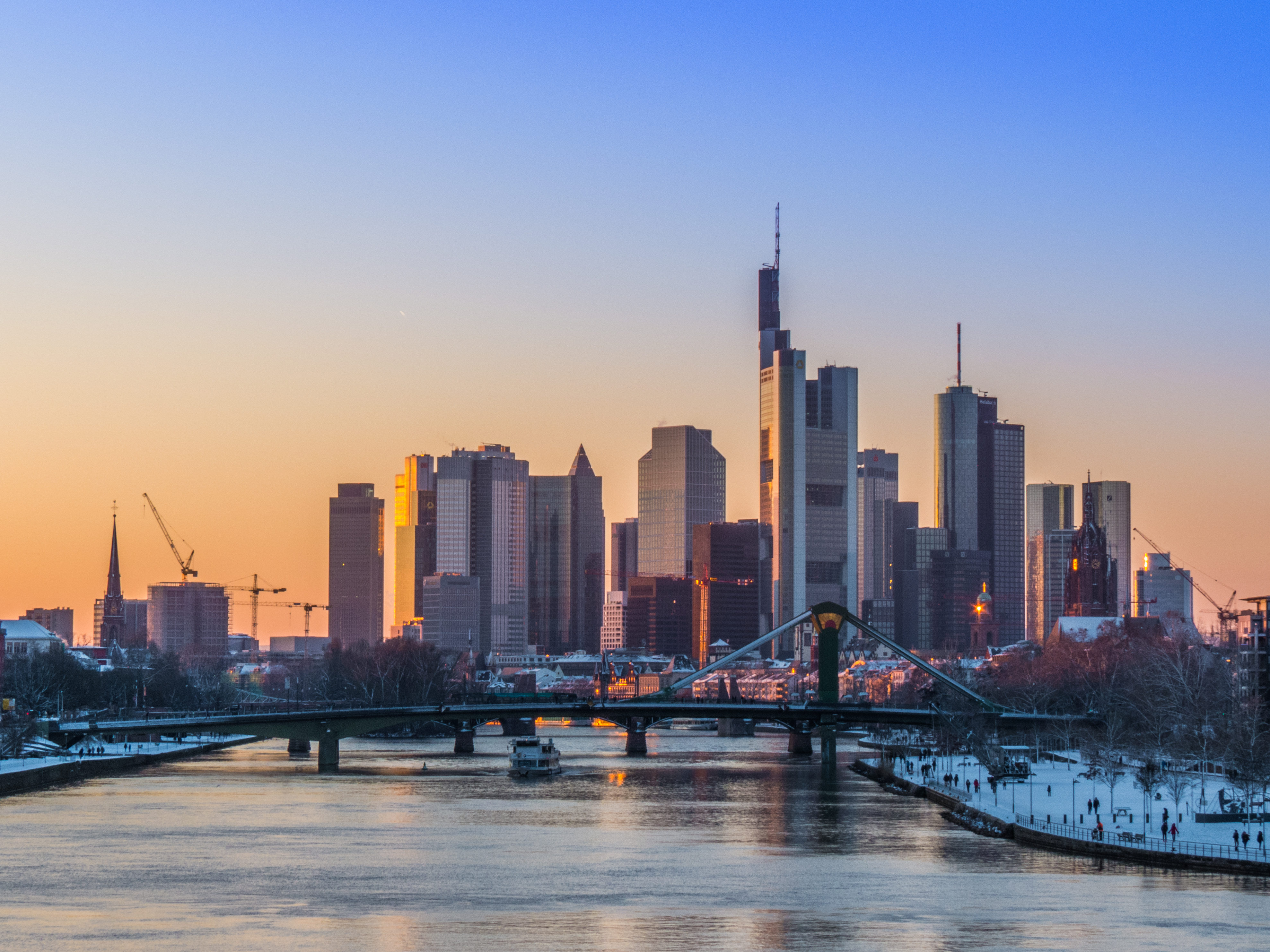
Frankfurt am Main, Deutschland

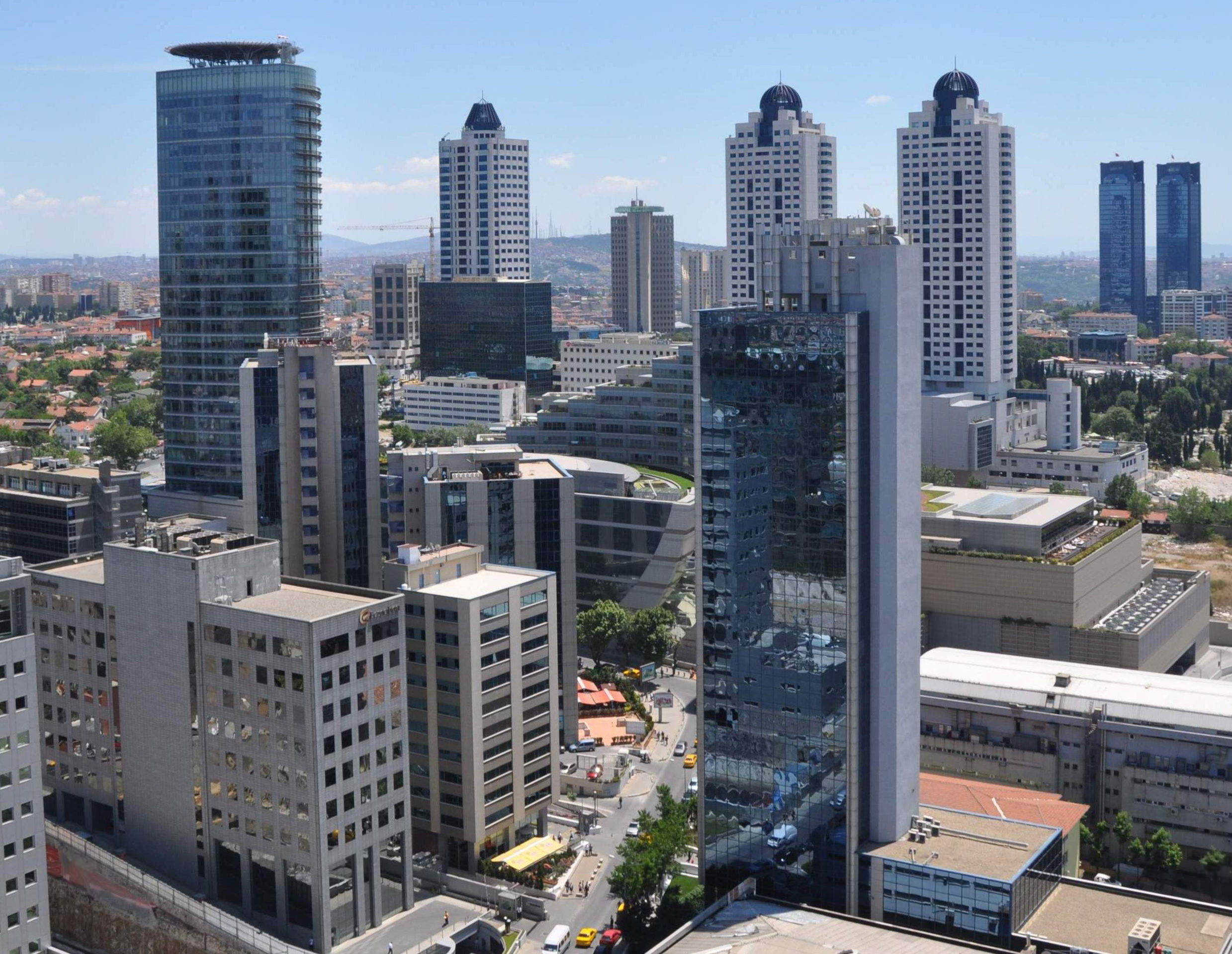
Levent, Istanbul, Türkei

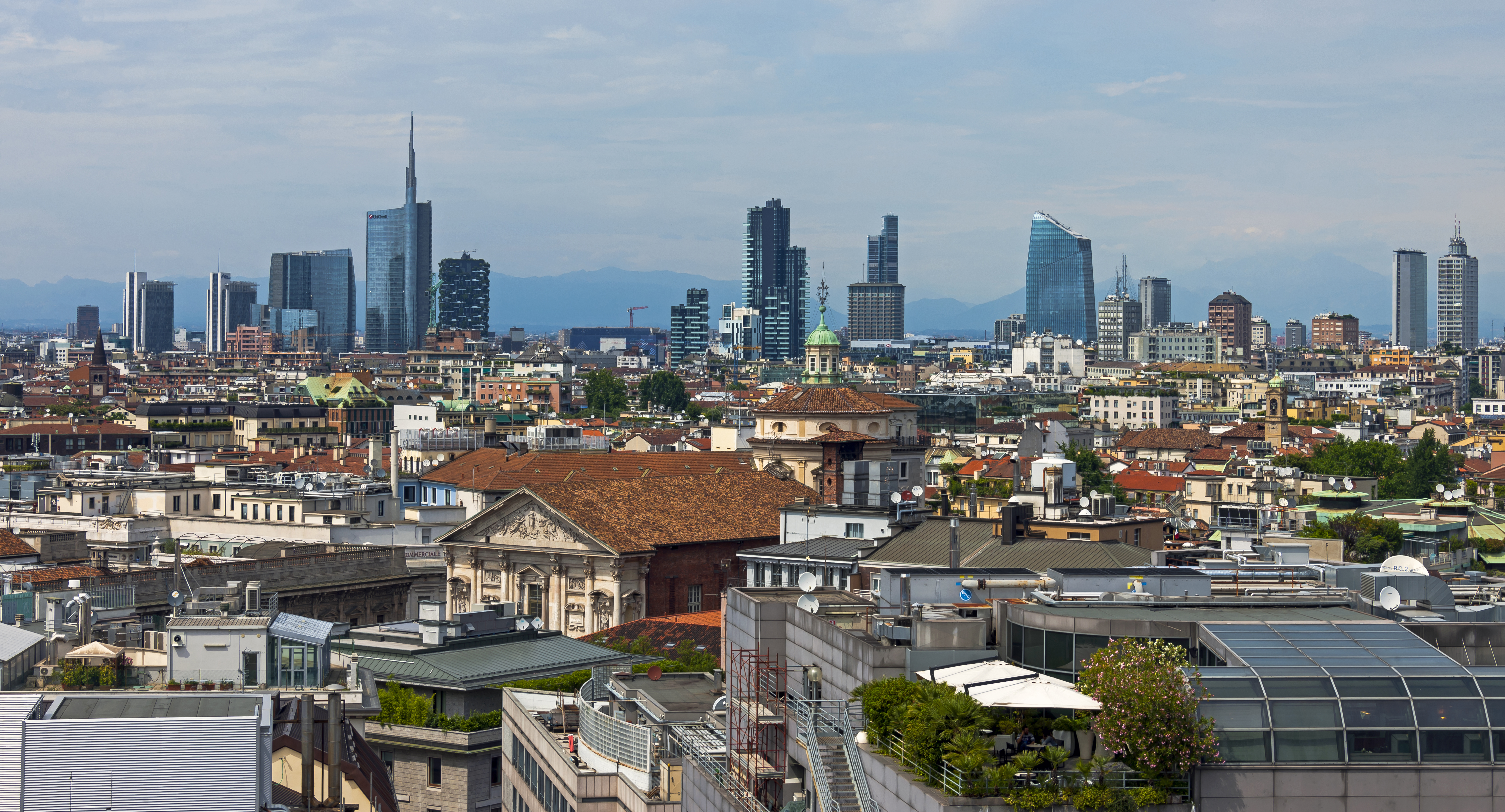
Mailand, Italien

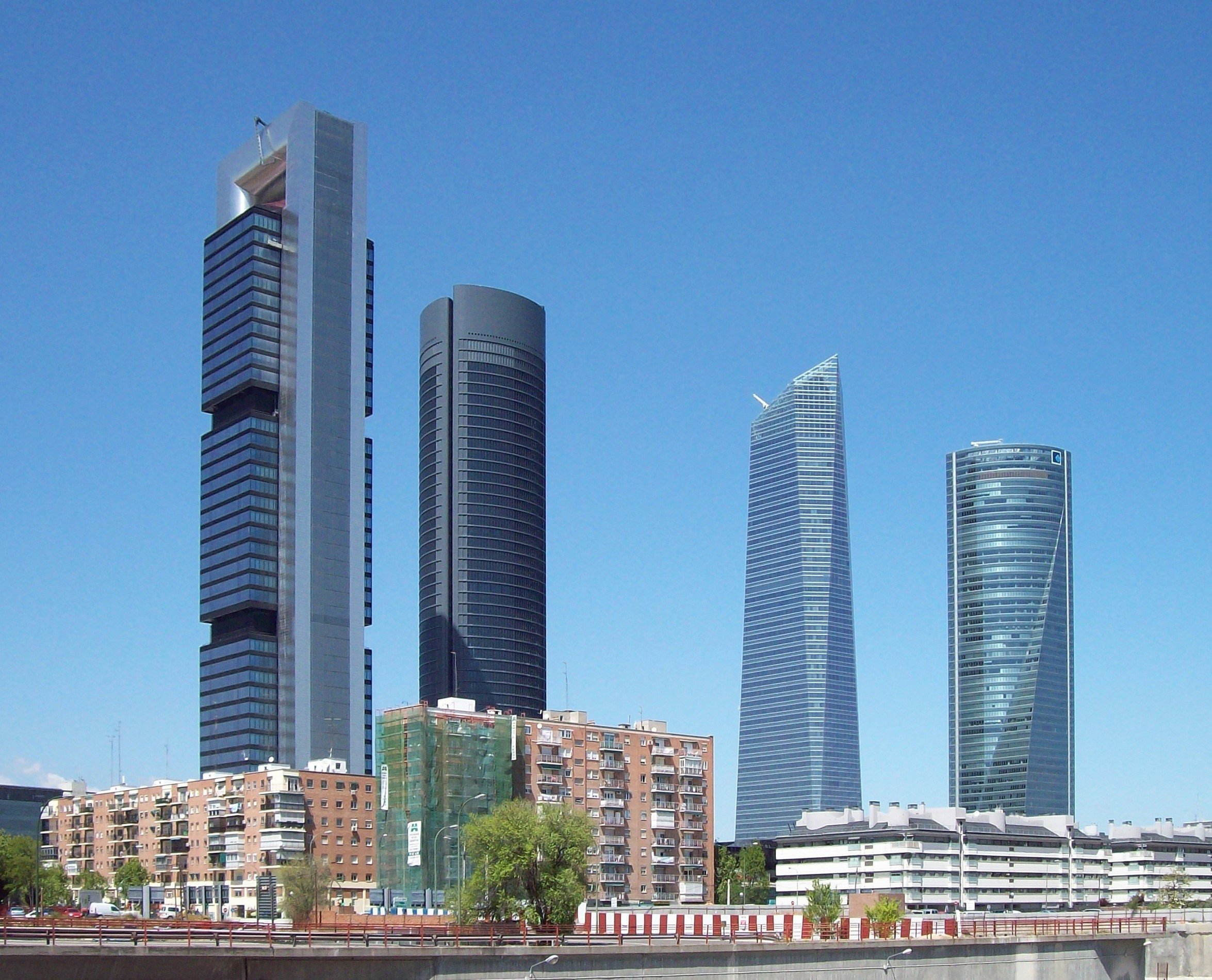
Madrid, Spanien

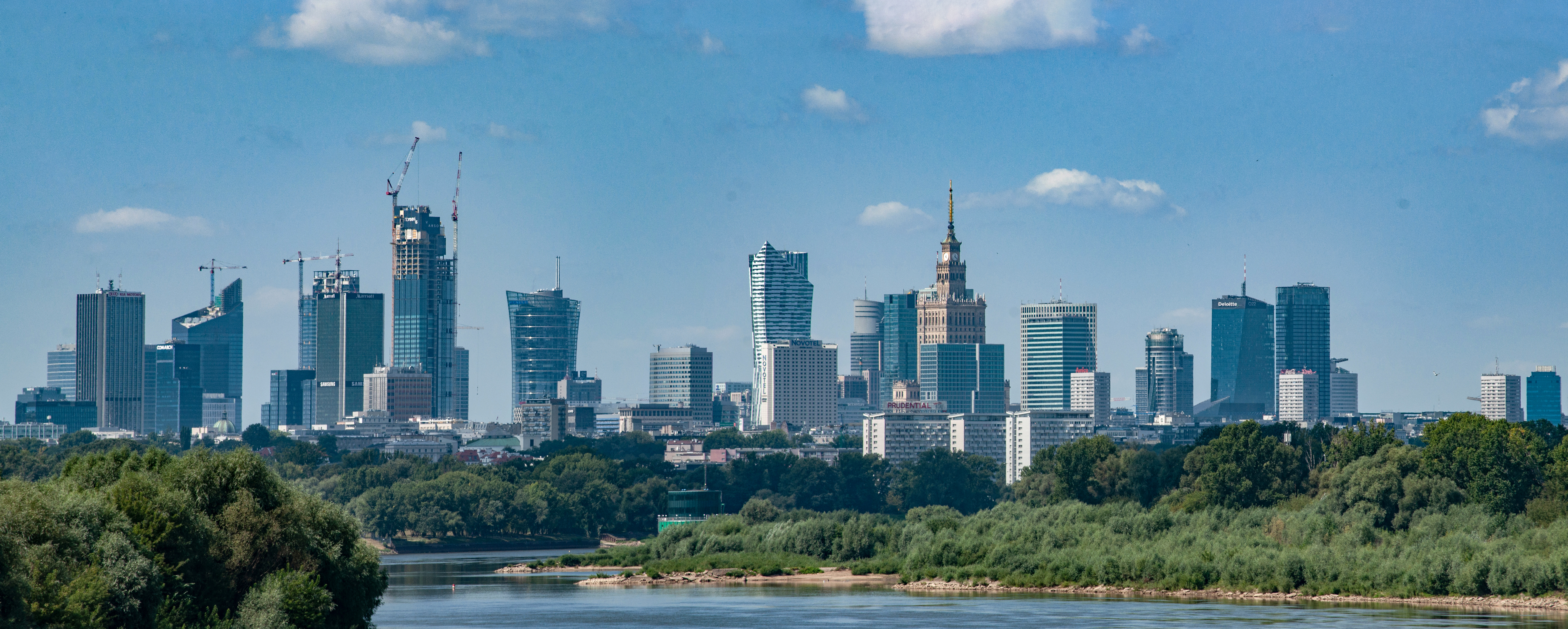
Warschau, Polen

Diese Liste gibt einen Überblick über die höchsten Wolkenkratzer in Europa, das heißt Gebäude mit einer Mindesthöhe von 150 Metern, einschließlich der im Bau befindlichen Gebäude. Die gewertete Höhe ist, wie bei Gebäuden üblich, die Höhe ohne Antennen und andere nichtfeste Aufbauten.

Legende:
- H 1: Feste Höhe – ohne Antennen und andere nichtfeste Aufbauten
- H 2: Gesamthöhe – samt diesen Aufbauten
- BJ: Jahr der (geplanten) Fertigstellung
- blau markiert: in Bau oder in Planung befindlich

| Name                                | Land                   | Stadt                       | H 1   | H 2   | BJ   |
| ----------------------------------- | ---------------------- | --------------------------- | ----- | ----- | ---- |
| Lachta-Zentrum                      | Russland               | Sankt Petersburg            | 462 m | 462 m | 2018 |
| One Tower                           | Russland               | Moskau                      | 405 m | 405 m | 2024 |
| Federazija Wostok                   | Russland               | Moskau                      | 373 m | 373 m | 2017 |
| Oko Tower 1                         | Russland               | Moskau                      | 354 m | 354 m | 2015 |
| Neva Tower 2                        | Russland               | Moskau                      | 345 m | 345 m | 2020 |
| Mercury City Tower                  | Russland               | Moskau                      | 338 m | 338 m | 2013 |
| Eurasia                             | Russland               | Moskau                      | 309 m | 309 m | 2014 |
| The Shard                           | Vereinigtes Königreich | London                      | 306 m | 310 m | 2012 |
| Capital City Moscow Tower           | Russland               | Moskau                      | 302 m | 302 m | 2010 |
| Neva Tower 1                        | Russland               | Moskau                      | 297 m | 297 m | 2020 |
| Millennium Tower A                  | Deutschland            | Frankfurt/M.                | 288 m | 288 m | 2030 |
| Skyland Istanbul 1                  | Türkei                 | Istanbul                    | 284 m | 287 m | 2017 |
| Skyland Istanbul 2                  | Türkei                 | Istanbul                    | 287 m | 284 m | 2017 |
| Metropol İstanbul                   | Türkei                 | Istanbul                    | 301 m |       | 2017 |
| Naberezhnaya Tower C                | Russland               | Moskau                      | 268 m | 280 m | 2007 |
| Triumph-Palace                      | Russland               | Moskau                      | 264 m | 264 m | 2004 |
| Commerzbank Tower                   | Deutschland            | Frankfurt/M.                | 259 m | 300 m | 1997 |
| Capital City St. Petersburg Tower   | Russland               | Moskau                      | 257 m | 257 m | 2010 |
| Messeturm                           | Deutschland            | Frankfurt/M.                | 257 m | 257 m | 1990 |
| Evolution Tower                     | Russland               | Moskau                      | 255 m | 255 m | 2014 |
| Nurol Life                          | Türkei                 | Istanbul                    | 252 m |       | 2017 |
| Torre Caja Madrid                   | Spanien                | Madrid                      | 250 m | 250 m | 2008 |
| Torre de Cristal                    | Spanien                | Madrid                      | 249 m | 249 m | 2008 |
| Karlatornet                         | Schweden               | Göteborg                    | 246 m | 246 m | 2024 |
| Oko Tower 2                         | Russland               | Moskau                      | 245 m |       | 2014 |
| Federazija Sapad                    | Russland               | Moskau                      | 243 m | 243 m | 2008 |
| Lomonossow-Universität              | Russland               | Moskau                      | 240 m | 240 m | 1953 |
| Imperia Tower                       | Russland               | Moskau                      | 239 m | 239 m | 2010 |
| Sapphire of Istanbul                | Türkei                 | Istanbul                    | 248 m | 261 m | 2009 |
| Elbtower                            | Deutschland            | Hamburg                     | 245 m | 245 m | 2025 |
| The Link Tour 1                     | Frankreich             | Puteaux (Großraum Paris)    | 241 m | 241 m | 2025 |
| Kulturpalast                        | Polen                  | Warschau                    | 237 m | 237 m | 1955 |
| Torre PwC                           | Spanien                | Madrid                      | 236 m | 236 m | 2008 |
| One Canada Square                   | Vereinigtes Königreich | London                      | 235 m | 235 m | 1991 |
| FOUR Tower 1                        | Deutschland            | Frankfurt/M.                | 233 m | 233 m | 2023 |
| Varso Tower                         | Polen                  | Warschau                    | 230 m | 310 m | 2022 |
| The Leadenhall Building             | Vereinigtes Königreich | London                      | 225 m | 225 m | 2014 |
| Tour First                          | Frankreich             | Courbevoie (Großraum Paris) | 225 m | 231 m | 2011 |
| Torre Espacio                       | Spanien                | Madrid                      | 223 m | 236 m | 2007 |
| İstanbul Tower 205                  | Türkei                 | Istanbul                    | 220 m |       | 2018 |
| DC Tower 1                          | Österreich             | Wien                        | 220 m | 250 m | 2013 |
| Tour Hekla                          | Frankreich             | Puteaux (Großraum Paris)    | 220 m | 220 m | 2022 |
| Zalmhaventoren                      | Niederlande            | Rotterdam                   | 215 m | 215 m | 2022 |
| Torre Unicredit                     | Italien                | Mailand                     | 212 m | 212 m | 2011 |
| Sky Tower                           | Polen                  | Breslau                     | 212 m | 212 m | 2013 |
| Spine Tower                         | Türkei                 | Istanbul                    | 211 m |       | 2013 |
| Tour Montparnasse                   | Frankreich             | Paris                       | 210 m | 210 m | 1972 |
| Piedmont Region Headquarters        | Italien                | Turin                       | 209 m |       | 2016 |
| Torre Allianz                       | Italien                | Mailand                     | 209 m | 249 m | 2015 |
| Westendstraße 1                     | Deutschland            | Frankfurt/M.                | 208 m | 208 m | 1993 |
| Roche-Turm (Bau 2)                  | Schweiz                | Basel                       | 205 m | 205 m | 2022 |
| Central Business Tower              | Deutschland            | Frankfurt/M.                | 205 m | 205 m | 2028 |
| House on Mosfilmovskaya 1           | Russland               | Moskau                      | 203 m | 203 m | 2009 |
| Intempo                             | Spanien                | Benidorm                    | 203 m | 203 m | 2021 |
| Tour Incity                         | Frankreich             | Lyon                        | 202 m |       | 2015 |
| Heron Tower                         | Vereinigtes Königreich | London                      | 202 m | 230 m | 2011 |
| Warsaw Unit                         | Polen                  | Warschau                    | 202 m |       | 2021 |
| Main Tower                          | Deutschland            | Frankfurt/M.                | 200 m | 240 m | 1999 |
| Tower 185                           | Deutschland            | Frankfurt/M.                | 200 m | 200 m | 2011 |
| Citigroup Centre                    | Vereinigtes Königreich | London                      | 200 m | 200 m | 2001 |
| HSBC Tower                          | Vereinigtes Königreich | London                      | 200 m | 200 m | 2002 |
| Hotel Ukraine                       | Russland               | Moskau                      | 198 m | 198 m | 1955 |
| Varyap Meridian Grand Tower 1       | Türkei                 | Istanbul                    | 198 m |       | 2012 |
| Hard Rock Hotel & Casino Athens     | Griechenland           | Athen                       | 197 m |       | 2026 |
| Skyliner                            | Polen                  | Warschau                    | 195 m | 195 m | 2021 |
| Tour Majunga                        | Frankreich             | Courbevoie (Großraum Paris) | 195 m | 195 m | 2014 |
| Q22                                 | Polen                  | Warschau                    | 195 m |       | 2016 |
| Anthill Residence 1                 | Türkei                 | Istanbul                    | 195 m |       | 2011 |
| Anthill Residence 2                 | Türkei                 | Istanbul                    | 195 m |       | 2011 |
| Tricolor: Tower A                   | Russland               | Moskau                      | 194 m |       | 2013 |
| Mirax-Plaza: Tower A                | Russland               | Moskau                      | 193 m |       | 2015 |
| Riviera Tower                       | Griechenland           | Athen                       | 192 m |       | 2026 |
| Złota 44                            | Polen                  | Warschau                    | 192 m | 192 m | 2014 |
| Türk Telekom Tower                  | Türkei                 | Istanbul                    | 192 m |       | 2016 |
| Gulliver                            | Russland               | Moskau                      | 191 m |       | 2011 |
| BT Tower                            | Vereinigtes Königreich | London                      | 191 m |       | 1966 |
| Turning Torso                       | Schweden               | Malmö                       | 190 m | 190 m | 2005 |
| Torre Generali                      | Italien                | Mailand                     | 190 m | 190 m | 2017 |
| Omniturm                            | Deutschland            | Frankfurt/M.                | 190 m | 190 m | 2019 |
| One                                 | Deutschland            | Frankfurt/M.                | 190 m | 190 m | 2021 |
| Warsaw Spire                        | Polen                  | Warschau                    | 188 m | 220 m | 2016 |
| Vorobiovy Gory II                   | Russland               | Moskau                      | 188 m | 188 m | 2004 |
| Tour CB21                           | Frankreich             | Courbevoie (Großraum Paris) | 187 m | 187 m | 1974 |
| Tour Total Coupole                  | Frankreich             | Courbevoie (Großraum Paris) | 187 m | 187 m | 1985 |
| Allianz Tower                       | Türkei                 | Istanbul                    | 186 m |       | 2014 |
| Trianon                             | Deutschland            | Frankfurt/M.                | 186 m | 186 m | 1993 |
| Gran Hotel Bali                     | Spanien                | Benidorm                    | 186 m | 186 m | 2002 |
| Neubau der Europäischen Zentralbank | Deutschland            | Frankfurt/M.                | 185 m | 201 m | 2014 |
| Warsaw Trade Tower                  | Polen                  | Warschau                    | 184 m | 208 m | 1999 |
| Tour Areva                          | Frankreich             | Courbevoie (Großraum Paris) | 184 m | 184 m | 1974 |
| Tour Granite                        | Frankreich             | Nanterre (Großraum Paris)   | 184 m | 184 m | 2008 |
| Tower 42                            | Vereinigtes Königreich | London                      | 183 m | 183 m | 1980 |
| St. George Wharf Tower              | Vereinigtes Königreich | London                      | 181 m | 181 m | 2013 |
| My Towerland 1                      | Türkei                 | Istanbul                    | 181 m |       | 2013 |
| Torre Sevilla                       | Spanien                | Sevilla                     | 181 m |       | 2015 |
| İşBank Tower 1                      | Türkei                 | Istanbul                    | 181 m | 195 m | 2000 |
| The Grace 1                         | Niederlande            | Den Haag                    | 181 m | 181 m | 2024 |
| Grand Tower                         | Deutschland            | Frankfurt/M.                | 180 m | 180 m | 2020 |
| DC Tower 2                          | Österreich             | Wien                        | 180 m | 180 m | 2025 |
| Spinnaker Tower                     | Polen                  | Warschau                    | 180 m | 180 m | 2019 |
| 30 St Mary Axe                      | Vereinigtes Königreich | London                      | 180 m | 180 m | 2004 |
| Wellhouse at Leninsky Prospekt      | Russland               | Moskau                      | 180 m | 180 m | 2009 |
| Varyap Meridian Tower 2             | Türkei                 | Istanbul                    | 180 m |       | 2013 |
| Nida Palladium Tower                | Türkei                 | Istanbul                    | 180 m |       | 2014 |
| Tour Duo 1                          | Frankreich             | Paris                       | 180 m | 180 m | 2021 |
| Tour Triangle                       | Frankreich             | Paris                       | 180 m | 180 m | 2025 |
| Generation Park                     | Polen                  | Warschau                    | 180 m |       | 2021 |
| Roche-Turm (Bau 1)                  | Schweiz                | Basel                       | 178 m | 178 m | 2015 |
| Leopardus                           | Türkei                 | Istanbul                    | 178 m |       | 2015 |
| Tour Saint-Gobain                   | Frankreich             | Courbevoie (Großraum Paris) | 178 m |       | 2019 |
| The Link Tour 2                     | Frankreich             | Puteaux (Großraum Paris)    | 178 m | 178 m | 2025 |
| Mertim Tower                        | Türkei                 | Istanbul                    | 177 m |       | 1987 |
| Maslak 1453 A1 Tower                | Türkei                 | Istanbul                    | 177 m |       | 2017 |
| Maslak 1453 A2 Tower                | Türkei                 | Istanbul                    | 177 m |       | 2017 |
| Maslak 1453 A3 Tower                | Türkei                 | Istanbul                    | 177 m |       | 2017 |
| Maslak 1453 B1 Tower                | Türkei                 | Istanbul                    | 177 m |       | 2017 |
| Maslak 1453 B2 Tower                | Türkei                 | Istanbul                    | 177 m |       | 2017 |
| Kotelnicheskaya Naberezhnaya 1/15   | Russland               | Moskau                      | 176 m | 176 m | 1952 |
| Edelweiss                           | Russland               | Moskau                      | 176 m | 176 m | 2003 |
| Aliye Parusa 2                      | Russland               | Moskau                      | 176 m | 176 m | 2003 |
| Akasya Tower                        | Türkei                 | Istanbul                    | 175 m |       | 2014 |
| Danube Flats                        | Österreich             | Wien                        | 175 m | 175 m | 2024 |
| Estrel Tower                        | Deutschland            | Berlin                      | 175 m | 175 m | 2024 |
| The Bridge                          | Polen                  | Warschau                    | 175 m |       | 2025 |
| IQ-quarter: Tower 1                 | Russland               | Moskau                      | 173 m |       | 2016 |
| FOUR Tower 2                        | Deutschland            | Frankfurt/M.                | 172 m |       | 2024 |
| Nordstar Tower                      | Russland               | Moskau                      | 172 m |       | 2009 |
| Maslak 1453 A4 Tower                | Türkei                 | Istanbul                    | 171 m |       | 2017 |
| Maslak 1453 A5 Tower                | Türkei                 | Istanbul                    | 171 m |       | 2017 |
| Außenministerium                    | Russland               | Moskau                      | 172 m | 172 m | 1953 |
| Millennium Tower Wien               | Österreich             | Wien                        | 171 m | 202 m | 1999 |
| Tour D2                             | Frankreich             | Courbevoie (Großraum Paris) | 171 m | 171 m | 2014 |
| Şişli Plaza                         | Türkei                 | Istanbul                    | 170 m | 170 m | 2007 |
| Opernturm                           | Deutschland            | Frankfurt/M.                | 170 m | 170 m | 2009 |
| Taunusturm                          | Deutschland            | Frankfurt/M.                | 170 m | 170 m | 2013 |
| Centrum LIM                         | Polen                  | Warschau                    | 170 m |       | 1989 |
| Levent 199                          | Türkei                 | Istanbul                    | 170 m |       | 2014 |
| Özdilek 1                           | Türkei                 | Istanbul                    | 170 m |       | 2014 |
| Soyak Crystal Tower                 | Türkei                 | Istanbul                    | 170 m |       | 2014 |
| Terrace Tema                        | Türkei                 | Istanbul                    | 170 m |       | 2014 |
| Tour Odéon                          | Monaco                 | Monaco                      | 170 m |       | 2015 |
| Tour T1                             | Frankreich             | Courbevoie (Großraum Paris) | 169 m | 185 m | 2008 |
| Eurovea Tower                       | Slowakei               | Bratislava                  | 168 m | 168 m | 2024 |
| Tekstilkent Plaza 1                 | Türkei                 | Istanbul                    | 168 m | 168 m | 2000 |
| Tekstilkent Plaza 2                 | Türkei                 | Istanbul                    | 168 m | 168 m | 2000 |
| Gebäudekomplex Klowskyj Uswis 7     | Ukraine                | Kiew                        | 168 m | 168 m | 2014 |
| Mirax-Plaza: Tower B                | Russland               | Moskau                      | 168 m |       | 2015 |
| Grattacielo Intesa SanPaolo         | Italien                | Turin                       | 167 m | 218 m | 2015 |
| Tour Chassagne                      | Frankreich             | Puteaux (Großraum Paris)    | 167 m | 167 m | 1995 |
| Tour Alicante                       | Frankreich             | Puteaux (Großraum Paris)    | 167 m | 167 m | 1995 |
| Maslak 42 1                         | Türkei                 | Istanbul                    | 167 m |       | 2014 |
| Maslak 42 2                         | Türkei                 | Istanbul                    | 167 m |       | 2014 |
| Tour Trinity                        | Frankreich             | Courbevoie (Großraum Paris) | 167 m |       | 2020 |
| Tour Hopen                          | Frankreich             | Courbevoie (Großraum Paris) | 167 m | 167 m | 2024 |
| Silberturm                          | Deutschland            | Frankfurt/M.                | 166 m | 166 m | 1978 |
| Tour du Crédit Lyonnais             | Frankreich             | Lyon                        | 165 m | 165 m | 1977 |
| Tour EDF                            | Frankreich             | Puteaux (Großraum Paris)    | 165 m | 165 m | 2002 |
| Maastoren                           | Niederlande            | Rotterdam                   | 165 m | 165 m | 2009 |
| Selenium Twins 1                    | Türkei                 | Istanbul                    | 165 m |       | 2008 |
| Selenium Twins 2                    | Türkei                 | Istanbul                    | 165 m |       | 2008 |
| Iberdrola Tower                     | Spanien                | Bilbao                      | 165 m |       | 2011 |
| Warsaw Financial Center             | Polen                  | Warschau                    | 165 m |       | 2003 |
| Varyap Meridian Tower 3             | Türkei                 | Istanbul                    | 164 m |       | 2012 |
| InterContinental Warszawa           | Polen                  | Warschau                    | 164 m | 164 m | 2003 |
| Post Tower                          | Deutschland            | Bonn                        | 163 m | 163 m | 2002 |
| Palazzo Lombardia                   | Italien                | Mailand                     | 163 m | 163 m | 2010 |
| Well House na Leninskom             | Russland               | Moskau                      | 162 m |       | 2009 |
| Swissôtel Krasnye Holmy             | Russland               | Moskau                      | 162 m | 167 m | 2005 |
| Cœur Défense                        | Frankreich             | Courbevoie (Großraum Paris) | 162 m | 162 m | 2001 |
| Tour Carpe Diem                     | Frankreich             | Courbevoie (Großraum Paris) | 162 m | 166 m | 2013 |
| Broadgate Tower                     | Vereinigtes Königreich | London                      | 161 m | 161 m | 2008 |
| Sparrow Hills Tower I               | Russland               | Moskau                      | 161 m |       | 2004 |
| Sparrow Hills Tower III             | Russland               | Moskau                      | 161 m |       | 2004 |
| Sky Tower 1                         | Türkei                 | Istanbul                    | 160 m |       | 2010 |
| Exen Plaza                          | Türkei                 | Istanbul                    | 160 m |       | 2010 |
| Kudrinskaya Ploshchad 1             | Russland               | Moskau                      | 160 m | 160 m | 1954 |
| 20 Fenchurch Street                 | Vereinigtes Königreich | London                      | 160 m | 160 m | 2014 |
| Cosmopolitan Twarda 2/4             | Polen                  | Warschau                    | 160 m | 160 m | 2013 |
| Neuer Justizpalast Paris            | Frankreich             | Paris                       | 160 m | 160 m | 2017 |
| Tour Alto                           | Frankreich             | Courbevoie (Großraum Paris) | 160 m | 160 m | 2020 |
| Rondo 1-B                           | Polen                  | Warschau                    | 159 m | 192 m | 2006 |
| Q22                                 | Polen                  | Warschau                    | 159 m | 195 m | 2016 |
| Westend Gate                        | Deutschland            | Frankfurt/M.                | 159 m | 159 m | 1976 |
| New Orleans                         | Niederlande            | Rotterdam                   | 158 m | 158 m | 2010 |
| Akbank Tower                        | Türkei                 | Istanbul                    | 158 m | 158 m | 1993 |
| Torre Lúgano                        | Spanien                | Benidorm                    | 158 m | 158 m | 2007 |
| Beetham Tower                       | Vereinigtes Königreich | Manchester                  | 157 m | 169 m | 2006 |
| Torre Picasso                       | Spanien                | Madrid                      | 157 m | 157 m | 1988 |
| Millennium Tower B                  | Deutschland            | Frankfurt/M.                | 157 m | 157 m | 2030 |
| One Churchill Place                 | Vereinigtes Königreich | London                      | 156 m | 156 m | 2004 |
| Vienna Twentytwo                    | Österreich             | Wien                        | 155 m | 155 m | 2025 |
| Deutsche Bank I                     | Deutschland            | Frankfurt/M.                | 155 m | 155 m | 1984 |
| Deutsche Bank II                    | Deutschland            | Frankfurt/M.                | 155 m | 155 m | 1984 |
| Marienturm                          | Deutschland            | Frankfurt/M.                | 155 m | 155 m | 2019 |
| Tour Égée                           | Frankreich             | Courbevoie (Großraum Paris) | 155 m | 155 m | 1999 |
| Vorobiovy Gory I                    | Russland               | Moskau                      | 155 m | 155 m | 2004 |
| Vorobiovy Gory III                  | Russland               | Moskau                      | 155 m | 155 m | 2004 |
| Skysawa                             | Polen                  | Warschau                    | 155 m |       | 2023 |
| Cooltoren                           | Niederlande            | Rotterdam                   | 154 m | 154 m | 2022 |
| Hotel Arts Barcelona                | Spanien                | Barcelona                   | 154 m | 154 m | 1992 |
| Torre Mapfre                        | Spanien                | Barcelona                   | 154 m | 154 m | 1992 |
| Süzer Plaza Ritz-Carlton            | Türkei                 | Istanbul                    | 154 m | 154 m | 1998 |
| Skyper                              | Deutschland            | Frankfurt/M.                | 154 m | 154 m | 2004 |
| Polat Tower Residence               | Türkei                 | Istanbul                    | 153 m | 153 m | 2001 |
| 25 Bank Street                      | Vereinigtes Königreich | London                      | 153 m | 153 m | 2003 |
| 40 Bank Street                      | Vereinigtes Königreich | London                      | 153 m | 153 m | 2003 |
| The Grace 2                         | Niederlande            | Den Haag                    | 153 m | 153 m | 2024 |
| Tour Ariane                         | Frankreich             | Puteaux (Großraum Paris)    | 152 m | 152 m | 1975 |
| Delftse Poort 1                     | Niederlande            | Rotterdam                   | 151 m | 151 m | 1992 |
| Gazprom-Hochhaus                    | Russland               | Moskau                      | 151 m | 151 m | 1994 |
| 10 Upper Bank Street                | Vereinigtes Königreich | London                      | 151 m | 151 m | 2003 |
| Palazzo Finmeccanica                | Italien                | Turin                       | 150 m | 165 m | 2012 |
| Tour du Midi (Zuidertoren)          | Belgien                | Brüssel                     | 150 m | 150 m | 1967 |
| Alexander Tower                     | Deutschland            | Berlin                      | 150 m | 150 m | 2023 |

## Verteilung nach Städten
| Rang | Stadt               | Anzahl Gebäude |
| ---- | ------------------- | -------------- |
| 1    | Istanbul            | 43             |
| 2    | London              | 38             |
| 3    | Moskau              | 35             |
| 4    | Großraum Paris      | 26             |
| 5    | Frankfurt am Main   | 23             |
| 6    | Warschau            | 18             |
| 7    | Großraum Manchester | 7              |
| 8    | Wien                | 5              |
| 8    | Madrid              | 5              |
| 9    | Mailand             | 4              |
| 10   | Benidorm            | 3              |
| 11   | Barcelona           | 2              |
| 11   | Rotterdam           | 2              |
| 11   | Turin               | 2              |
| 11   | Basel               | 2              |
| 11   | Lyon                | 2              |
| 11   | Berlin              | 2              |
| 12   | Bratislava          | 1              |
| 12   | Hamburg             | 1              |
| 12   | Bonn                | 1              |
| 12   | Breslau             | 1              |
| 12   | Brüssel             | 1              |
| 12   | Kiew                | 1              |
| 12   | Malmö               | 1              |
| 12   | Sankt Petersburg    | 1              |
| 12   | Bilbao              | 1              |
| 12   | Sevilla             | 1              |
| 12   | Monaco              | 1              |